# Associació d'Excursions Catalana
La Associació d'Excursions Catalana fue una asociación excursionista catalana existente entre 1878 y 1890.

## Historia
Fue fundado como resultado de una escisión de la Asociación Catalanista de Excursiones Científicas. En 1890 se fusionó con la organización de la que se había separado doce años atrás, dando lugar al Centro Excursionista de Cataluña. Durante su existencia publicó un Butlletí de l'Associació d'Excursions Catalana. Ramón Arabía y Solanas formó parte de la organización desde su fundación y fue elegido presidente de esta el 14 de enero de 1879, cargo que desempeñó hasta 1884, pasando a dirigir desde dicha fecha las publicaciones de la asociación. Formando parte de la Junta, y debido a su iniciativa, en mayo de 1885 se creó la sección de folclore catalán, cuya sesión inaugural se celebró el día 8 de junio. Fue vocal del consejo de dicha sección, que presidía Cayetà Vidal de Valenciano.